# Finnischer Fußballpokal 2025
Der Finnische Fußballpokal 2025 (finnisch Suomen Cup 2025) ist die 71. Austragung des finnischen Pokalwettbewerbs. Er wird vom nationalen Fußballverband Suomen Palloliitto ausgetragen. Der Wettbewerb begann am 13. Februar 2025 und endet am 20. September 2025 mit dem Finale im Tammela Stadion von Tampere.
Der Pokalsieger erhält einen Startplatz in der 1. Qualifikationsrunde der Europa Conference League.
Bei unentschiedenem Ausgang wird das Spiel im Elfmeterschießen entschieden. Lediglich im Halbfinale und Finale gibt es bei einem Remis eine Verlängerung von zweimal 15 Minuten.

## Teilnehmende Teams
Die Teilnahme ist freiwillig. Insgesamt 420 Mannschaften hatten für den Pokalwettbewerb gemeldet. Dabei sind die 12 Mannschaften aus der Veikkausliiga (I), 10 aus der Ykkösliiga (II), 11 aus der Ykkönen (III), 23 aus der Kakkonen (IV), 87 aus der Kolmonen (V), 91 aus der Nelonen (VI), 110 aus der Vitonen (VII), 61 aus der Kutonen (VIII), 12 aus der Seiska (IX) und 3 Seniorenteams (35+).
Unterklassige Teams hatten bis zur vierten Runde Heimrecht. Bis zur fünften Runde wurden die Teams in geografische Gruppen eingeteilt.
An der Vorrunde nahmen nur Teams der sechstklassigen Nelonen oder tiefer teil. In der 1. Runde stiegen die 87 Fünftligisten sowie 29 weitere Sechstligisten ein. In der 3. Runde kamen insgesamt 52 Mannschaften der ersten vier Ligen hinzu. In der 5. Runde stiegen die vier Europapokal-Teilnehmer ein.
| Runde         | Zugänge | Sieger der letzten Runde | Spiele / Sieger |
| ------------- | ------- | ------------------------ | --------------- |
| Vorrunde      | 00248   | 000000–                  | 00001240        |
| 1. Runde      | 00116   | 00001240                 | 00001200        |
| 2. Runde      | 0000–   | 00001200                 | 0000060         |
| 3. Runde      | 00052   | 0000060                  | 0000056         |
| 4. Runde      | 0000–   | 0000056                  | 0000028         |
| 5. Runde      | 00004   | 0000028                  | 0000016         |
| Achtelfinale  | 0000–   | 0000016                  | 0000008         |
| Viertelfinale | 0000–   | 0000008                  | 0000004         |
| Halbfinale    | 0000–   | 0000004                  | 0000002         |
| Finale        | 0000–   | 0000002                  | 0000001         |
| Gesamt        | 00420   |                          | 0000419         |

| Runde    | (I) | (II) | (III) | (IV) | (V) | (VI) | (VII) | (VIII) | (IX) | Sen. | gesamt |
| -------- | --- | ---- | ----- | ---- | --- | ---- | ----- | ------ | ---- | ---- | ------ |
| Vorrunde | –   | –    | –     | –    | –   | 62   | 110   | 61     | 12   | 3    | 0248   |
| 1. Runde | –   | –    | –     | –    | 87  | 29   | –     | –      | –    | –    | 0116   |
| 2. Runde | –   | –    | –     | –    | –   | –    | –     | –      | –    | –    | 000–   |
| 3. Runde | 8   | 10   | 11    | 23   | –   | –    | –     | –      | –    | –    | 0052   |
| 4. Runde | –   | –    | –     | –    | –   | –    | –     | –      | –    | –    | 000–   |
| 5. Runde | 4   | –    | –     | –    | –   | –    | –     | –      | –    | –    | 0004   |
| Gesamt   | 120 | 10   | 11    | 23   | 87  | 91   | 110   | 61     | 12   | 3    | 0420   |

Veikkausliiga (I) – Ykkösliiga (II) – Ykkönen (III) – Kakkonen (IV) – Kolmonen (V) – Nelonen (VI) – Vitonen (VII) – Kutonen (VIII) – Seiska (IX) – Senioren Ü-35

## Vorrunde
Von den 248 Teilnehmern kamen 62 aus der Nelonen (VI), 110 aus der Vitonen (VII), 61 aus der Kutonen (VIII), 12 aus der Seiska (IX) und 3 Seniorenteams. Die Mannschaften wurden in zehn regionale Gruppen eingeteilt. Unterklassige Vereine hatten Heimrecht.

### Gruppe 1
| Datum      |                                              | Ergebnis        |                                            |
| ---------- | -------------------------------------------- | --------------- | ------------------------------------------ |
| 13.02.2025 | Laajasalon PS/reservi (VII)                  | 7:1             | Puotinkylän Valtti (VII)                   |
| 15.02.2025 | Itä-Hakkilan Kilpa/Sensaatio (VII)           | 1:7             | KY United (VII)                            |
| 15.02.2025 | AC Stadin Sissit (VIII)                      | 0:6             | Polin Pallo (VI)                           |
| 16.02.2025 | HJK Helsinki / Kantsu 94 (VIII)              | 03:0 1          | FC OHO United (VIII)                       |
| 16.02.2025 | Pajamäen Pallo-Veikot/Seos (VIII)            | 0:6             | Etelä-Espoon Pallo/United (VII)            |
| 16.02.2025 | Helsingin Palloseura-2 (VI)                  | 3:1             | Laajasalon PS-2 (VI)                       |
| 16.02.2025 | Töölön Vesa (VI)                             | 2:2 (3:4 i. E.) | Suurmetsän Urheilijat (VI)                 |
| 22.02.2025 | FC Samba (VII)                               | 0:1             | MLHF FC (VIII) 2                           |
| 22.02.2025 | Toukolan Teräs/Kepario (VII)                 | 1:6             | Olarin Kiksi (VII)                         |
| 22.02.2025 | FC Dons/Akatemia (VIII)                      | 3:7             | Järvenpään PS U-23 (VI)                    |
| 22.02.2025 | Pohjois-Haagan Urheilijat (VII)              | 3:3 (4:2 i. E.) | Helsingin Ponnistus-2 (VII)                |
| 22.02.2025 | PK-35 Vantaa / Äijät (IX)                    | 2:2 (3:4 i. E.) | Helsingin Ponnistus / Peruskallio (VIII)   |
| 28.02.2025 | Malmin Palloseura / Atletico Akatemia (VII)  | 0:4             | Malminkartanon PETO (VII)                  |
| 01.03.2025 | Puotinkylän Valtti / TDJ (IX)                | 0:7             | FC Honka Espoo-3 (VI)                      |
| 01.03.2025 | Kilo IF (VII)                                | 3:1             | Chicken Wings SC (VI)                      |
| 01.03.2025 | FC Puimur / Mando United (VIII)              | 0:4             | StaPa De Royale FC (VII)                   |
| 01.03.2025 | FC Kontu / KoVa (VII)                        | 0:5             | Etu-Töölön Urhot (VI)                      |
| 02.03.2025 | Olarin Tarmo-77 (IX)                         | 01:10           | FC Kontu U-23 (VIII)                       |
| 03.03.2025 | IF Gnistan Ü-35 (35+)                        | 1:0             | Kurvin Vauhti (VI)                         |
| 07.03.2025 | Pohjois-Haagan Urheilijat / KoVa Kamppi (IX) | 0:5             | Koivukylän PS / Dynamo (VII)               |
| 07.03.2025 | Helsingin Pumppu (VII)                       | 1:3             | Leppävaaran Pallo / Cityboys (VII)         |
| 08.03.2025 | FC Germania Helsinki Akatemia (VIII)         | 0:5             | Leppävaaran Pallo (VI)                     |
| 08.03.2025 | Pitäjänmäen Tarmo-2 (VIII)                   | 0:3             | Töölön Taisto / FC Mauskis (VIII)          |
| 08.03.2025 | Järvenpään PS/City (VIII)                    | 6:2             | Deutsch-Finnischer SV (VIII)               |
| 09.03.2025 | Savannan Pallo-2 (VII)                       | 0:1             | Pohjois-Haagan Urheilijat / Simpsons (VII) |

### Gruppe 2
| Datum      |                                              | Ergebnis        |                                                  |
| ---------- | -------------------------------------------- | --------------- | ------------------------------------------------ |
| 09.02.2025 | Pohjois-Haagan Urheilijat / CJ United (VIII) | 6:1             | Helsingin Pallo-Pojat / Faijat Jätkäsaari (VIII) |
| 12.02.2025 | SexyPöxyt Espoo Ü-35 (35+)                   | 17:00           | FC Pakila (IX)                                   |
| 14.02.2025 | Andalus FC (VII)                             | 1:5             | FC Kasiysi Espoo -2 (VII)                        |
| 15.02.2025 | Pessoas Boas Helsinki (VIII)                 | 1:2             | FC Nile (VI)                                     |
| 15.02.2025 | Toukolan Teräs / Arabia (IX)                 | 1:2             | Colo-Colo Helsinki (VI)                          |
| 21.02.2025 | FC Haxi (VII)                                | 0:0 (3:2 i. E.) | FC Jokerit (VI)                                  |
| 22.02.2025 | FC Juvantus (VIII)                           | 3:2             | Haaga-Helian Palloveikot (VIII)                  |
| 22.02.2025 | Lännen Torpedo (VIII)                        | 00:11           | FC Kiffen 08 Helsinki-3 (VI)                     |
| 23.02.2025 | HJK Helsinki / Töölön Ihme (VIII)            | 1:6             | Afro Foot Club (VII)                             |
| 23.02.2025 | Toukolan Teräs U-23 (VII)                    | 0:7             | Gilla FC (VI)                                    |
| 25.02.2025 | Järvenpään PS/Akatemia (VII)                 | 4:0             | FC Germania Helsinki (VII)                       |
| 25.02.2025 | Tuusulan Palloseura / Skavaböle (VII)        | 3:1             | Helsingin Palloseura / Jägers (VIII)             |
| 25.02.2025 | IF Gnistan-3 (VII)                           | 4:0             | Koivukylän PS (VI)                               |
| 28.02.2025 | FC Honka Espoo / Leopardit (VII)             | 3:2             | FC ST4Y Helsinki (VII)                           |
| 01.03.2025 | Haukilahden Pallo/23 (VII)                   | 2:0             | AFG United (VIII) 1                              |
| 02.03.2025 | FC Tavastia (VII)                            | 2:2 (4:5 i. E.) | Suurmetsaän Urheilijat/sob (VI)                  |
| 02.03.2025 | Pitäjänmäen Tarmo (VII)                      | 12:00           | Leppävaaran Pallo / Via Alberga (VII)            |
| 02.03.2025 | Helsinki Stars (VIII)                        | 1:1 (3:5 i. E.) | FC Pelifiilis Espoo (VII)                        |
| 08.03.2025 | Kirkonpellon Pallokerho (VII)                | 0:2             | Pohjois-Haagan Urheilijat/CJ United (VII)        |
| 08.03.2025 | Puotinkylän Valtti-4 (IX)                    | 00:15           | PK-35 Vantaa-2 (VII)                             |
| 08.03.2025 | FC Kasiysi Espoo-3 (IX)                      | 0:3             | Nikinmäki United (VII)                           |
| 08.03.2025 | Pohjois-Haagan Urheilijat / Sober (IX)       | 0:9             | FC Spital (VI)                                   |
| 09.03.2025 | Pajamäen Pallo-Veikot (VII)                  | 0:4             | FC Dons (VI)                                     |
| 09.03.2025 | FC Kontu/ST (VIII)                           | 2:0             | Strikers Helsinki / Bertil (VIII)                |
| 09.03.2025 | FC Ruila (VIII)                              | 00:14           | Pakkalan PS/Old Stars (VI)                       |

### Gruppe 3
| Datum      |                                        | Ergebnis        |                      |
| ---------- | -------------------------------------- | --------------- | -------------------- |
| 23.02.2025 | Kuuvuoren Laaki-2 (VIII)               | 0:2             | Turun Into (VII)     |
| 23.02.2025 | Kuuvuoren Laaki (VI)                   | 2:0             | BK-46 Karis (VI)     |
| 24.02.2025 | Turun Pallo-Veikot (VIII)              | 1:7             | FC Bosna Turku (VII) |
| 26.02.2025 | Turun Nappulaliiga (VII)               | 1:1 (3:4 i. E.) | Torre Calcio (VII)   |
| 05.03.2025 | Åbo reUnited (VIII)                    | 0:1             | AFC Campus (VII)     |
| 05.03.2025 | Littoisten Työväen Urheilijat-2 (VIII) | 0:4             | Inter Turku-3 (VII)  |
| 05.03.2025 | Åbo IFK-2 (VII)                        | 0:4             | Jyrkkälän Tykit (VI) |
| 06.03.2025 | FC Snåbit (VII)                        | 5:1             | Raisio Futis-3 (VII) |
| 07.03.2025 | FC Ruskon Pallo (VII)                  | 2:3             | Someron Voima (VII)  |
| 08.03.2025 | FC Boda Kemiönsaari (VII)              | 2:3             | Turun Weikot (VI)    |
| 08.03.2025 | Maskun Palloseura-2 (VIII)             | 1:1 (1:4 i. E.) | Hangö IK (VII)       |

### Gruppe 4
| Datum      |                                                   | Ergebnis        |                                |
| ---------- | ------------------------------------------------- | --------------- | ------------------------------ |
| 09.02.2025 | Ylöjärvi United / Marjastajat (VIII)              | 5:4             | AC Estudiantes-2 (VII)         |
| 15.02.2025 | Peräkylän Pallo (VIII)                            | 4:0             | FC Varapelaajat (VIII)         |
| 22.02.2025 | Nokian Palloseura-3 (VIII)                        | 1:5             | GMestarit Tampere (VII)        |
| 22.02.2025 | Lammin Veto/KPR (VII)                             | 1:0             | Pirkkalan JK (VI)              |
| 22.02.2025 | Tampereen Palloilijat-2 (VII)                     | 0:4             | Fish United (VI)               |
| 23.02.2025 | Lavilan Kisa (VII)                                | 2:1             | Nekalan Pallo (VII)            |
| 23.02.2025 | Karhu-Futis (VII)                                 | 0:0 (4:3 i. E.) | Valkeakosken Koskenpojat (VI)  |
| 23.02.2025 | Tammer Futis (VII)                                | 2:1             | FC Eurajoki (VI)               |
| 25.02.2025 | AC Darra (IX)                                     | 2:2 (4:1 i. E.) | Fish United-2 (VIII)           |
| 26.02.2025 | Koovee (VIII)                                     | 2:4             | Tampere United-3 (VIII)        |
| 26.02.2025 | FC Eurajoki-2 (VIII)                              | 0:7             | Pispalan Ponnistus-79 (VI)     |
| 01.03.2025 | Messukylä United (VIII)                           | 4:1             | Toejoen Veikot Diesel (VII)    |
| 01.03.2025 | Velenpojat (IX)                                   | 2:9             | Janakkalan Pallo (VII)         |
| 01.03.2025 | FC Kangasala-2 (VIII)                             | 2:2 (3:4 i. E.) | Loiske Visa (VII)              |
| 02.03.2025 | HarrasteFutis Nokia (VIII)                        | 1:3             | Ilves Tampere-4 (VII)          |
| 02.03.2025 | FC Lasten-2 (VII)                                 | 4:0             | Luvian Veto (VII)              |
| 08.03.2025 | FC Helmi Jätkä (IX)                               | 00:15           | LeKi-futis Lempäälän PS (VI)   |
| 08.03.2025 | Tampereen-Viipurin Ilves-Kissat Juniorit-2 (VIII) | 02:10           | Härmeenlinnan Härmä (VI)       |
| 08.03.2025 | Oriveden Tuisku (VII)                             | 2:0             | FC Haka Juniorit / Musta (VII) |
| 09.03.2025 | FC Vapsi (VIII)                                   | 0:0 (9:8 i. E.) | Euran Pallo-2 (VII)            |

### Gruppe 5
| Datum      |                                 | Ergebnis          |                              |
| ---------- | ------------------------------- | ----------------- | ---------------------------- |
| 28.02.2025 | Lohjan Pallo (VI)               | 6:0               | FC Futura (VI)               |
| 01.03.2025 | Keimolan Kaiku (VIII)           | 0:2               | Järvenpään PS / United (VII) |
| 02.03.2025 | Lohjan Pallo-2 (VII)            | 1:2               | Askolan Urheilijat (VII)     |
| 03.03.2025 | Kellokosken Alku/Akatemia (VII) | 4:1               | Halkian Alku (VI)            |
| 07.03.2025 | Tuusulan Palloseura Ü-35 (+35)  | 4:2               | Riihimäen Palloseura-2 (VII) |
| 08.03.2025 | FC Korso United (VII)           | 1:1 (3:1 i. E.)   | FC Wild Kirkkonummi (VI)     |
| 08.03.2025 | Korson Palloseura/VI (VIII)     | 1:6               | Hyvinkään Palloseura (VI)    |
| 08.03.2025 | Halkian Alku/FC (VIII)          | 1:1 (11:12 i. E.) | Borgå Akilles (VI)           |

### Gruppe 6
| Datum      |                                 | Ergebnis        |                                      |
| ---------- | ------------------------------- | --------------- | ------------------------------------ |
| 21.02.2025 | Flamingo United-2 (VIII)        | 01:14           | Lauritsalan Työväen Palloilijat (VI) |
| 23.02.2025 | Luumäen Pojat (VI)              | 1:4             | Jäntevä Kotka (VI)                   |
| 02.03.2025 | Myllykosken Pallo -47/FC (VIII) | 2:2 (2:3 i. E.) | Lahden United (VII)                  |
| 02.03.2025 | Voikkaan Pallo-Peikot (VII)     | 1:4             | Ruokolahden PS Lions (VI)            |
| 02.03.2025 | Heinolan Palloilijat-47 (VII)   | 3:0             | Kymin Palloilijat (VII)              |
| 03.03.2025 | Haminan Pallo-Kissat-2 (VII)    | 0:9             | Nastolan Nopsa (VI)                  |
| 09.03.2025 | Karhulan Pojat (VIII)           | 1:2             | FC Lahti-3 (VII)                     |
| 09.03.2025 | Popiniemen Ponnistus (VIII)     | 10:00           | Simpeleen Urheilijat (VI)            |
| 09.03.2025 | Korian Klubi (VII)              | 2:1             | Flamingo United (VII)                |

### Gruppe 7
| Datum      |                                | Ergebnis |                               |
| ---------- | ------------------------------ | -------- | ----------------------------- |
| 22.02.2025 | Konneveden Urheilijat (VII)    | 2:4      | FC Marski (VI)                |
| 23.02.2025 | Muuramen Yritys (VII)          | 3:1      | FC Vaajakoski/Reds (VI)       |
| 02.03.2025 | Harjun Potku (VIII)            | 3:1      | Mikkelin Pallo-Kissat-2 (VII) |
| 02.03.2025 | Äänekosken Huima / Urho-2 (VI) | 1:3      | Outokummun Pallo-84 (VI)      |
| 02.03.2025 | FC Vaajakoski/Reds-2 (VIII)    | 2:1      | Jyväskylän Komeetat-3 (VII)   |
| 08.03.2025 | Palokan Riento (VI)            | 1:0      | Savon Pallo (VI)              |

### Gruppe 8
| Datum      |                         | Ergebnis |                        |
| ---------- | ----------------------- | -------- | ---------------------- |
| 20.02.2025 | AC Kylän Poijjaat (VII) | 0:4      | FC Tarzan Kuopio (VII) |
| 27.02.2025 | Kurkimäen Kisa (VI)     | 0:1      | PAVE Iisalmi (VI)      |
| 01.03.2025 | Rautavaaran Raiku (VII) | 1:0      | Suomussalmen PS (VII)  |

### Gruppe 9
| Datum      |                                       | Ergebnis |                              |
| ---------- | ------------------------------------- | -------- | ---------------------------- |
| 17.02.2025 | Ilmajoen Kisailijat (VII)             | 3:2      | Kauhajoen Karhu (VI)         |
| 23.02.2025 | Kälviän Tarmo (VIII)                  | 2:3      | Norrvalla FF (VI)            |
| 28.02.2025 | Alavuden Peli-Veikot (VI)             | 2:3      | Kokkolan PS (VI)             |
| 01.03.2025 | Kortesjärven Järvi-Veikot/Kanu (VIII) | 3:1      | Lappfjärds BK (VIII)         |
| 01.03.2025 | Laihian Luja (VII)                    | 3:2      | Lapuan Ponnistus-90 (VII)    |
| 05.03.2025 | BK-48 Vaasa-3 (VIII)                  | 1:6      | BK-48 Vaasa-2 (VII)          |
| 07.03.2025 | Kokkolan Pojat (VI)                   | 01:14    | Esse IK (VI)                 |
| 08.03.2025 | FC Kuffen (VIII)                      | 1:4      | FC Korsholm Mustasaari (VII) |
| 09.03.2025 | Seinäjoen Sisu-2 (VIII)               | 0:9      | Lapuan Virkiä (VI)           |

### Gruppe 10
| Datum      |                                          | Ergebnis        |                                |
| ---------- | ---------------------------------------- | --------------- | ------------------------------ |
| 09.02.2025 | Joku Paikallinen (VII)                   | 0:0 (4:5 i. E.) | Kellon Työväen Urheilijat (VI) |
| 16.02.2025 | Kimingin Kiekko-Pojat (VII)              | 0:0 (4:3 i. E.) | HC Latupallo (VII)             |
| 23.02.2025 | Ruuset FC (VII)                          | 5:0             | Ponkilan Pantterit-2 (VI)      |
| 23.02.2025 | Kolarin Kontio (VII)                     | 1:6             | FC Santa Claus-2 (VII)         |
| 01.03.2025 | Heinäpään Hanhet (VII)                   | 0:1             | Oulun Tarmo (VI)               |
| 01.03.2025 | Oulun Jalkapalloklubi (VII)              | 3:0             | Sodankylän Pallo (VII)         |
| 02.03.2025 | Puleward City (VII)                      | 9:0             | Kairan Kärki FC (VII)          |
| 02.03.2025 | Oulun Työväen Palloilijat/Akatemia (VII) | 1:2             | FC Rio Grande Rovaniemi (VII)  |

## 1. Runde
Die 124 Sieger der Vorrunde, sowie 87 Vereine der Kolmonen (V) und 29 weitere Vereine aus der Nelonen (VI). Die Mannschaften wurden in zehn regionale Gruppen eingeteilt. Unterklassige Vereine hatten Heimrecht.

### Gruppe 1
| Datum      |                                            | Ergebnis        |                                                  |
| ---------- | ------------------------------------------ | --------------- | ------------------------------------------------ |
| 28.02.2025 | FC Hieho (VI)                              | 4:2             | FC Kirkkonummi (VI)                              |
| 08.03.2025 | Laajasalon PS/reservi (VII)                | 0:1             | FC Kontu (V)                                     |
| 09.03.2025 | Pohjois-Haagan Urheilijat / Hurjin (VI)    | 2:1             | Malmin Palloseura (V)                            |
| 09.03.2025 | Suurmetsän Urheilijat (VI)                 | 3:4             | Haukilahden Pallo (V)                            |
| 10.03.2025 | FC Kasiysi Espoo (VI)                      | 0:1             | Polin Pallo (VI)                                 |
| 14.03.2025 | Kilo IF (VII)                              | 0:7             | Etu-Töölön Urhot (VI)                            |
| 14.03.2025 | Helsingin Ponnistus / Peruskallio (VIII)   | 0:7             | Malmin Ponnistajat (V)                           |
| 15.03.2025 | KY United (VII)                            | 1:0             | Koivukylän PS / Dynamo (VII)                     |
| 15.03.2025 | Pohjois-Haagan Urheilijat (VII)            | 0:6             | Toukolan Teräs (V)                               |
| 15.03.2025 | Etelä-Espoon Pallo/United (VII)            | 00:13           | Helsingin Pallo-Pojat Juniorit / Lauttasaari (V) |
| 15.03.2025 | MLHF FC (VIII)                             | 0:5             | Helsingin Palloseura-2 (VI)                      |
| 15.03.2025 | HJK Helsinki / Kantsu 94 (VIII)            | 0:9             | FC Honka Espoo-3 (VI)                            |
| 16.03.2025 | Olarin Kiksi (VII)                         | 1:3             | Helsingfors IFK (V)                              |
| 16.03.2025 | Töölön Taisto / FC Mauskis (VIII)          | 1:6             | Espoon Tikka (V)                                 |
| 18.03.2025 | Järvenpään PS/City (VIII)                  | 2:7             | Järvenpään PS U-23 (VI)                          |
| 18.03.2025 | Leppävaaran Pallo (VI)                     | 1:5             | Espoon Palloseura Reservi (V)                    |
| 18.03.2025 | IF Gnistan Ü-35 (35+)                      | 2:2 (3:2 i. E.) | SexyPöxyt Espoo / TNT (VI)                       |
| 22.03.2025 | FC Kontu U-23 (VIII)                       | 0:6             | Puotinkylän Valtti (V)                           |
| 23.03.2025 | StaPa De Royale FC (VII)                   | 0:5             | Atlantis FC / PM (V)                             |
| 23.03.2025 | Leppävaaran Pallo / Cityboys (VII)         | 0:0 (4:1 i. E.) | Malminkartanon PETO (VII)                        |
| 23.03.2025 | Pohjois-Haagan Urheilijat / Simpsons (VII) | 0:4             | Etelä-Espoon Pallo / Renat (V)                   |

### Gruppe 2
| Datum      |                                              | Ergebnis        |                                        |
| ---------- | -------------------------------------------- | --------------- | -------------------------------------- |
| 02.03.2025 | MK-United Vantaa (VI)                        | 2:3             | FC Espoo x Heimo (V)                   |
| 09.03.2025 | FC Honka Espoo / Leopardit (VII)             | 0:6             | Laajasalon PS (V)                      |
| 09.03.2025 | Töölön Taisto (V)                            | 1:1 (3:2 i. E.) | Malmin Palloseura / Atletico Malmi (V) |
| 10.03.2025 | Leppävaaran Pallo/Bangers (VI)               | 2:2 (2:3 i. E.) | Vantaan Jalkapalloseura-2 (V)          |
| 11.03.2025 | Järvenpään PS/Akatemia (VIII)                | 2:0             | Pohjois-Espoon Ponsi (VI)              |
| 11.03.2025 | FC Pelifiilis Espoo (VII)                    | 0:2             | Suurmetsaän Urheilijat/sob (VI)        |
| 11.03.2025 | IF Gnistan-3 (VII)                           | 5:0             | Tuusulan Palloseura / Skavaböle (VII)  |
| 13.03.2025 | Grankulla IFK/Akatemia (V)                   | 3:0             | FC Haxi (VII)                          |
| 14.03.2025 | Pitäjänmäen Tarmo (VII)                      | 2:5             | Gilla FC (VI)                          |
| 15.03.2025 | Pohjois-Haagan Urheilijat / CJ United (VIII) | 5:0             | Colo-Colo Helsinki (VI)                |
| 15.03.2025 | Afro Foot Club (VII)                         | 2:7             | Helsingin Ponnistus (V)                |
| 15.03.2025 | Puotinkylän Valtti-2 (VI)                    | 4:2             | FC Kiffen 08 Helsinki-3 (VI)           |
| 15.03.2025 | Haukilahden Pallo/23 (VII)                   | 11:00           | Nikinmäki United (VII)                 |
| 16.03.2025 | Pohjois-Haagan Urheilijat/United (VII)       | 3:1             | Savannan Pallo (VI)                    |
| 17.03.2025 | FC Kasiysi Espoo-2 (VII)                     | 0:7             | FC Nile (VI)                           |
| 17.03.2025 | SexyPöxyt Espoo Ü-35 (35+)                   | 3:0             | FC Spital (VI)                         |
| 18.03.2025 | Esbo Bollklub (V)                            | 15:00           | FC Juvantus (VII)                      |
| 19.03.2025 | PK-35 Vantaa-2 (VII)                         | 3:7             | Pakkalan PS/Old Stars (VI)             |
| 21.03.2025 | FC Dons (VI)                                 | 0:4             | Etelä-Espoon Pallo (V)                 |
| 23.03.2025 | Tikkurilan PS (V)                            | 1:0             | HJK Helsinki / Kantsu 94 (V)           |
| 24.03.2025 | SexyPöxyt Espoo (V)                          | 10:00           | FC Kontu/ST (VIII) 1                   |

### Gruppe 3
| Datum      |                                   | Ergebnis           |                         |
| ---------- | --------------------------------- | ------------------ | ----------------------- |
| 27.02.2025 | Åbo IFK (V)                       | 3:1                | Kaarinan Pojat (V)      |
| 28.02.2025 | Littoisten Työväen Urheilijat (V) | 5:0                | Piikkiön Palloseura (V) |
| 01.03.2025 | Åbo Club de Fútbol (VI)           | 2:0                | Ekenäs IF/Akademi (V)   |
| 07.03.2025 | Naantalin VG-62 (V)               | 2:2 (5:6 i. E.)    | Salon Palloilijat-2 (V) |
| 08.03.2025 | Torre Calcio (VII)                | 2:4                | Kuuvuoren Laaki (VI)    |
| 15.03.2025 | Someron Voima (VII)               | 1:1 (1:4 i. E.)    | Maskun Palloseura (V)   |
| 16.03.2025 | AFC Campus (VII)                  | 2:5                | Euran Pallo (V)         |
| 18.03.2025 | Inter Turku-3 (VII)               | 0:2                | Pargas IF (V)           |
| 19.03.2025 | Turun Into (VII)                  | 5:1                | Hangö IK (VII)          |
| 19.03.2025 | Jyrkkälän Tykit (VI)              | 7:0                | FC Snåbit (VII)         |
| 19.03.2025 | FC Bosna Turku (VII)              | 01:1 2 (4:3 i. E.) | Turun Weikot (VI)       |

### Gruppe 4
| Datum      |                                      | Ergebnis        |                            |
| ---------- | ------------------------------------ | --------------- | -------------------------- |
| 27.02.2025 | Tampereen Pallo-Veikot-2 (V)         | 1:1 (3:5 i. E.) | Ylöjärvi United (V)        |
| 06.03.2025 | Karhu-Futis (VII)                    | 3:5             | FC Kangasala (VI)          |
| 08.03.2025 | Ilves Tampere-3 (VI)                 | 00:12           | Tampere United-2 (V)       |
| 08.03.2025 | Ylöjärvi United / Marjastajat (VIII) | 2:3             | FC Lasten-2 (VII)          |
| 09.03.2025 | Lavian Kisa (VII)                    | 2:8             | FC Lasten (V)              |
| 09.03.2025 | Tampereen Pelitoverit (V)            | 2:1             | FC Haka Juniorit (V)       |
| 14.03.2025 | AC Darra (IX)                        | 00:11           | Sääksjärven Loiske (V)     |
| 15.03.2025 | GMestarit Tampere (VII)              | 1:0             | Tammer Futis (VII)         |
| 15.03.2025 | Fish United (VI)                     | 0:3             | Nokian Palloseura (V)      |
| 16.03.2025 | Messukylä United (VII)               | 0:4             | AC Estudiantes (V)         |
| 16.03.2025 | Peräkylän Pallo (VIII)               | 1:3             | Oriveden Tuisku (VII)      |
| 16.03.2025 | FC Vapsi (VIII)                      | 1:2             | Janakkalan Pallo (VII)     |
| 16.03.2025 | LeKi-futis Lempäälän PS (VI)         | 5:2             | Toejoen Veikot (V)         |
| 16.03.2025 | Tampere United-3 (VIII)              | 3:2             | Pispalan Ponnistus-79 (VI) |
| 21.03.2025 | Lammin Veto/KPR (VII)                | 0:6             | Härmeenlinnan Härmä (VI)   |
| 23.03.2025 | Ilves Tampere-4 (VII)                | 4:2             | Loiske Visa (VII)          |

### Gruppe 5
| Datum      |                                 | Ergebnis |                                |
| ---------- | ------------------------------- | -------- | ------------------------------ |
| 01.03.2025 | Kellokosken Alku (VI)           | 0:4      | IF Sibbo-Vargarna (V)          |
| 06.03.2025 | Tuusulan Palloseura (V)         | 2:1      | Pallokerho Keski-Uusimaa-2 (V) |
| 08.03.2025 | Järvenpään PS / United (VII)    | 0:4      | Riihimäen Palloseura (V)       |
| 08.03.2025 | Tolkis BK (VI)                  | 3:2      | Nummelan Palloseura-2 (VI)     |
| 12.03.2025 | Lohjan Pallo (VI)               | 1:2      | Järvenpään PS / 47 (V)         |
| 17.03.2025 | Hyvinkään Palloseura (VI)       | 6:2      | FC Korso United (VII)          |
| 17.03.2025 | Kellokosken Alku/Akatemia (VII) | 1:0      | Borgå Akilles (VI)             |
| 19.03.2025 | Tuusulan Palloseura Ü-35 (+35)  | 2:8      | Nummelan Palloseura (V)        |
| 22.03.2025 | Askolan Urheilijat (VII)        | 0:2      | FC Futura (V)                  |

### Gruppe 6
| Datum      |                                        | Ergebnis |                                     |
| ---------- | -------------------------------------- | -------- | ----------------------------------- |
| 02.03.2025 | Lauritsalan Työväen Palloilijat-2 (VI) | 1:5      | Union Plaani (V)                    |
| 08.03.2025 | Lappeenrannan Pallo (V)                | 1:5      | FC Kuusysi/69 (V)                   |
| 09.03.2025 | Kotajärven Pallo (V)                   | 0:7      | Kouvolan Jalkapallo (V)             |
| 14.03.2025 | FC Lahti-3 (VII)                       | 3:1      | Kuusankosken Kumu (VI)              |
| 15.03.2025 | Jäntevä Kotka (VI)                     | 2:0      | Lappeen JK (VI)                     |
| 15.03.2025 | Heinolan Palloilijat-47 (VII)          | 4:1      | Nastolan Nopsa (VI)                 |
| 16.03.2025 | Ruokolahden PS Lions (VI)              | 0:5      | Imatran Palloseura (V)              |
| 17.03.2025 | Popiniemen Ponnistus (VIII)            | 6:0      | FC Loviisa (VI)                     |
| 18.03.2025 | Korian Klubi (VII)                     | 0:7      | Kultsu FC (V)                       |
| 22.03.2025 | Lahden United (VII)                    | 0:3      | Lauritsalan Työväen Palloilijat (V) |

### Gruppe 7
| Datum      |                                  | Ergebnis        |                                    |
| ---------- | -------------------------------- | --------------- | ---------------------------------- |
| 15.02.2025 | Äänekosken Huima / Urho (V)      | 5:1             | Savonlinnan Työväen Palloseura (V) |
| 18.02.2025 | Mikkelin Palloilijat-2 (V)       | 3:3 (3:2 i. E.) | Mikkelin Pallo-Kissat (V)          |
| 01.03.2025 | Jyväskylän Komeetat / Piuku (VI) | 0:1             | Niemisen Urheilijat (V)            |
| 01.03.2025 | Vihtavuoren Pamaus (V)           | 5:2             | Ylämyllyn Yllätys (V)              |
| 09.03.2025 | AFC Keltik (VI)                  | 0:2             | Kypärämäki Rangers (V)             |
| 15.03.2025 | Palokan Riento (VI)              | 3:5             | Jyväskylän Komeetat (V)            |
| 16.03.2025 | Outokummun Pallo-84 (VI)         | 1:5             | Lehmon Pallo-77 (V)                |
| 16.03.2025 | Harjun Potku (VIII)              | 1:7             | FC Soho Jyväskylä (VI)             |
| 16.03.2025 | Muuramen Yritys (VI)             | 5:3             | FC Marski (VI)                     |
| 23.03.2025 | FC Vaajakoski/Reds-2 (VIII)      | 1:1 (6:5 i. E.) | SC Riverball (VI)                  |

### Gruppe 8
| Datum      |                            | Ergebnis |                         |
| ---------- | -------------------------- | -------- | ----------------------- |
| 02.03.2025 | Kuopion PS/Akatemia-2 (VI) | 0:1      | Kajaanin Haka (V)       |
| 14.03.2025 | FC Tarzan Kuopio (VII)     | 0:2      | PK-37 Iisalmi (V)       |
| 16.03.2025 | PAVE Iisalmi (VI)          | 0:2      | Toivan Urheilijat (V)   |
| 16.03.2025 | Rautavaaran Raiku (VII)    | 0:6      | SC Zulimanit Kuopio (V) |

### Gruppe 9
| Datum      |                                       | Ergebnis        |                           |
| ---------- | ------------------------------------- | --------------- | ------------------------- |
| 08.03.2025 | Seinäjoen Sisu (V)                    | 0:2             | Keuruun Pallo (V)         |
| 09.03.2025 | Kaskö IK (VI)                         | 2:6             | Vaasan Pallo-Veikot (V)   |
| 15.03.2025 | Laihian Luja (VII)                    | 0:2             | Esse IK (VI)              |
| 16.03.2025 | Kortesjärven Järvi-Veikot/Kanu (VIII) | 1:8             | FC Ylivieska (V)          |
| 16.03.2025 | Kokkolan PS (VI)                      | 0:1             | Seinäjoen JK Juniorit (V) |
| 19.03.2025 | Ilmajoen Kisailijat (VII)             | 00:15           | FC Kiisto Vaasa (V)       |
| 19.03.2025 | Norrvalla FF (VI)                     | 2:2 (2:3 i. E.) | FC Sääripotku (V)         |
| 19.03.2025 | BK-48 Vaasa-2 (VII)                   | 1:3             | Sundom IF (V)             |
| 21.03.2025 | Lapuan Virkiä (VI)                    | 5:0             | Kungliga Wasa CF (VI)     |
| 22.03.2025 | FC Korsholm Mustasaari (VII)          | 2:4             | Nykarleby IK (VI)         |

### Gruppe 10
| Datum      |                               | Ergebnis        |                                |
| ---------- | ----------------------------- | --------------- | ------------------------------ |
| 22.02.2025 | Haukiputaan Pallo-2 (VI)      | 0:7             | Haukiputaan Pallo (V)          |
| 22.02.2025 | Ponkilan Pantterit (V)        | 2:0             | Kemin Palloseura (V)           |
| 23.02.2025 | FC Santa Claus (VI)           | 4:1             | Ajax Sarkkiranta (V)           |
| 08.03.2025 | FC Rio Grande Rovaniemi (VII) | 3:3 (4:5 i. E.) | Kellon Työväen Urheilijat (VI) |
| 16.03.2025 | Oulun Jalkapalloklubi (VII)   | 0:2             | Puleward City (VII)            |
| 16.03.2025 | Oulun Tarmo (VI)              | 4:2             | Rollon Pojat (V)               |
| 16.03.2025 | Kimingin Kiekko-Pojat (VII)   | 0:6             | Oulun Työväen Palloilijat (V)  |
| 16.03.2025 | FC Santa Claus-2 (VII)        | 2:5             | Ruuset FC (VII)                |

## 2. Runde
Teilnehmer: Die 120 Sieger der 1. Runde. Die Mannschaften wurden in acht regionale Gruppen eingeteilt. Unterklassige Vereine hatten Heimrecht.

### Gruppe 1
| Datum      |                                              | Ergebnis        |                                                  |
| ---------- | -------------------------------------------- | --------------- | ------------------------------------------------ |
| 22.03.2025 | IF Sibbo-Vargarna (V)                        | 2:3             | Riihimäen Palloseura (V)                         |
| 23.03.2025 | Laajasalon PS (V)                            | 4:3             | FC Espoo x Heimo (V)                             |
| 24.03.2025 | IF Gnistan Ü-35 (35+)                        | 5:0             | Suurmetsaän Urheilijat/sob (VI)                  |
| 25.03.2025 | IF Gnistan-3 (VII)                           | 1:2             | Vantaan Jalkapalloseura-2 (V)                    |
| 26.03.2025 | FC Futura (V)                                | 4:0             | Haukilahden Pallo (V)                            |
| 27.03.2025 | FC Kontu (V)                                 | 5:0             | Helsingin Ponnistus (V)                          |
| 28.03.2025 | Espoon Palloseura Reservi (V)                | 3:2             | Grankulla IFK/Akatemia (V)                       |
| 28.03.2025 | FC Hieho (VI)                                | 1:5             | Atlantis FC / PM (V)                             |
| 28.03.2025 | KY United (VII)                              | 1:8             | Helsingfors IFK (V)                              |
| 29.03.2025 | Tolkis BK (VI)                               | 2:1             | Espoon Tikka (V)                                 |
| 29.03.2025 | Tuusulan Palloseura (V)                      | 0:0 (5:6 i. E.) | Toukolan Teräs (VII)                             |
| 29.03.2025 | Etu-Töölön Urhot (VI)                        | 1:4             | Etelä-Espoon Pallo (V)                           |
| 29.03.2025 | Pohjois-Haagan Urheilijat/United (VII)       | 0:2             | Malmin Ponnistajat (V)                           |
| 29.03.2025 | Hyvinkään Palloseura (VI)                    | 0:6             | FC Honka Espoo-3 (VI)                            |
| 29.03.2025 | Pohjois-Haagan Urheilijat / CJ United (VIII) | 2:4             | Puotinkylän Valtti (V)                           |
| 29.03.2025 | Kellokosken Alku/Akatemia (VII)              | 2:1             | FC Nile (VI)                                     |
| 29.03.2025 | Helsingin Palloseura-2 (VI)                  | 1:5             | Esbo Bollklub (V)                                |
| 30.03.2025 | Järvenpään PS/Akatemia (VIII)                | 2:2 (5:4 i. E.) | Haukilahden Pallo/23 (VII)                       |
| 30.03.2025 | Pohjois-Haagan Urheilijat / Hurjin (VI)      | 1:2             | Töölön Taisto (V)                                |
| 30.03.2025 | Gilla FC (VI)                                | 6:0             | Puotinkylän Valtti-2 (VI)                        |
| 30.03.2025 | Järvenpään PS U-23 (VI)                      | 0:3             | Järvenpään PS / 47 (V)                           |
| 30.03.2025 | Leppävaaran Pallo / Cityboys (VII)           | 0:1             | Polin Pallo (VI)                                 |
| 31.03.2025 | Tikkurilan PS (V)                            | 3:1             | Helsingin Pallo-Pojat Juniorit / Lauttasaari (V) |
| 31.03.2025 | SexyPöxyt Espoo Ü-35 (35+)                   | 1:6             | SexyPöxyt Espoo (V)                              |
| 31.03.2025 | Pakkalan PS/Old Stars (VI)                   | 3:6             | Etelä-Espoon Pallo / Renat (V)                   |

### Gruppe 2
| Datum      |                         | Ergebnis        |                                   |
| ---------- | ----------------------- | --------------- | --------------------------------- |
| 25.03.2025 | Jyrkkälän Tykit (VI)    | 6:1             | Euran Pallo (V)                   |
| 26.03.2025 | Åbo Club de Fútbol (VI) | 1:1 (3:5 i. E.) | Nummelan Palloseura (V)           |
| 27.03.2025 | Turun Into (VII)        | 0:4             | Littoisten Työväen Urheilijat (V) |
| 27.03.2025 | Kuuvuoren Laaki (VI)    | 1:7             | Salon Palloilijat-2 (V)           |
| 29.03.2025 | Maskun Palloseura (V)   | 1:1 (5:4 i. E.) | Pargas IF (V)                     |
| 01.04.2025 | FC Bosna Turku (VII)    | 0:7             | Åbo IFK (V)                       |

### Gruppe 3
| Datum      |                              | Ergebnis        |                           |
| ---------- | ---------------------------- | --------------- | ------------------------- |
| 23.03.2025 | FC Kangasala (VI)            | 2:0             | Ylöjärvi United (V)       |
| 25.03.2025 | FC Lasten (V)                | 6:2             | AC Estudiantes (V)        |
| 29.03.2025 | Janakkalan Pallo (VII)       | 0:2             | Tampere United-2 (V)      |
| 29.03.2025 | FC Lasten-2 (VII)            | 0:1             | Tampereen Pelitoverit (V) |
| 30.03.2025 | Tampere United-3 (VIII)      | 2:2 (6:5 i. E.) | GMestarit Tampere (VII)   |
| 30.03.2025 | LeKi-futis Lempäälän PS (VI) | 1:1 (1:3 i. E.) | Nokian Palloseura (V)     |
| 30.03.2025 | Oriveden Tuisku (VII)        | 03:0 1          | Sääksjärven Loiske (V)    |
| 01.04.2025 | Ilves Tampere-4 (VII)        | 3:3 (2:4 i. E.) | Härmeenlinnan Härmä (VI)  |

### Gruppe 4
| Datum      |                               | Ergebnis        |                                     |
| ---------- | ----------------------------- | --------------- | ----------------------------------- |
| 28.03.2025 | Popiniemen Ponnistus (VIII)   | 13:20           | FC Lahti-3 (VII)                    |
| 29.03.2025 | Union Plaani (V)              | 1:0             | Kultsu FC (V)                       |
| 30.03.2025 | Jäntevä Kotka (VI)            | 0:5             | FC Kuusysi/69 (V)                   |
| 30.03.2025 | Heinolan Palloilijat-47 (VII) | 1:5             | Lauritsalan Työväen Palloilijat (V) |
| 30.03.2025 | Imatran Palloseura (V)        | 3:3 (3:2 i. E.) | Kouvolan Jalkapallo (V)             |

### Gruppe 5
| Datum      |                             | Ergebnis |                            |
| ---------- | --------------------------- | -------- | -------------------------- |
| 22.03.2025 | Jyväskylän Komeetat (V)     | 0:3      | Kypärämäki Rangers (V)     |
| 29.03.2025 | Niemisen Urheilijat (V)     | 4:0      | Mikkelin Palloilijat-2 (V) |
| 29.03.2025 | Äänekosken Huima / Urho (V) | 5:1      | Vihtavuoren Pamaus (V)     |
| 29.03.2025 | FC Soho Jyväskylä (VI)      | 2:1      | Lehmon Pallo-77 (V)        |
| 30.03.2025 | FC Vaajakoski/Reds-2 (VIII) | 4:6      | Muuramen Yritys (VII)      |

### Gruppe 6
| Datum      |                         | Ergebnis |                       |
| ---------- | ----------------------- | -------- | --------------------- |
| 30.03.2025 | Kajaanin Haka (V)       | 4:3      | PK-37 Iisalmi (V)     |
| 30.03.2025 | SC Zulimanit Kuopio (V) | 2:3      | Toivan Urheilijat (V) |

### Gruppe 7
| Datum      |                           | Ergebnis |                         |
| ---------- | ------------------------- | -------- | ----------------------- |
| 29.03.2025 | Nykarleby IK (VI)         | 0:5      | Vaasan Pallo-Veikot (V) |
| 29.03.2025 | Esse IK (VI)              | 1:3      | FC Kiisto Vaasa (V)     |
| 29.03.2025 | Seinäjoen JK Juniorit (V) | 3:0      | FC Ylivieska (V)        |
| 30.03.2025 | Lapuan Virkiä (VI)        | 5:1      | Sundom IF (V)           |
| 05.04.2025 | FC Sääripotku (V)         | 3:7      | Keuruun Pallo (V)       |

### Gruppe 8
| Datum      |                     | Ergebnis        |                                |
| ---------- | ------------------- | --------------- | ------------------------------ |
| 22.03.2025 | FC Santa Claus (VI) | 7:1             | Kellon Työväen Urheilijat (VI) |
| 26.03.2025 | Ruuset FC (VII)     | 0:6             | Ponkilan Pantterit (V)         |
| 30.03.2025 | Oulun Tarmo (VI)    | 1:2             | Haukiputaan Pallo (V)          |
| 30.03.2025 | Puleward City (VII) | 0:0 (4:5 i. E.) | Oulun Työväen Palloilijat (V)  |

## 3. Runde
Teilnehmer: Die 60 Sieger der 2. Runde, acht Erstligisten, die zehn Zweitligisten, elf Drittligisten und 23 Teams aus der Kakkonen. Die Mannschaften wurden in vier regionale Gruppen eingeteilt. Unterklassige Vereine hatten Heimrecht. Die Auslosung fand am 2. April 2025 statt.

### Gruppe 1
| Datum      |                                 | Ergebnis         |                                  |
| ---------- | ------------------------------- | ---------------- | -------------------------------- |
| 09.04.2025 | Toukolan Teräs (VII)            | 2:2 (3:4 i. E.)  | Nurmijärven Jalkapalloseura (IV) |
| 09.04.2025 | Töölön Taisto (V)               | 1:1 (2:4 i. E.)  | Järvenpään PS / 47 (V)           |
| 09.04.2025 | Polin Pallo (VI)                | 2:5              | Riihimäen Palloseura (V)         |
| 09.04.2025 | Etelä-Espoon Pallo / Renat (V)  | 0:6              | Etelä-Espoon Pallo (V)           |
| 12.04.2025 | Helsingfors IFK (V)             | 3:2              | Atlantis FC / PM (V)             |
| 13.04.2025 | Tikkurilan PS (V)               | 0:6              | PK-35 Vantaa (II)                |
| 15.04.2025 | Espoon Palloseura Reservi (V)   | 1:4              | Atlantis FC (III)                |
| 15.04.2025 | Grankulla IFK (IV)              | 1:2              | IFK Mariehamn (I)                |
| 15.04.2025 | Vantaan Jalkapalloseura (IV)    | 2:0              | Espoon Palloseura (III)          |
| 15.04.2025 | FC Futura (V)                   | 0:7              | Järvenpään PS (II)               |
| 15.04.2025 | Laajasalon PS (V)               | 1:1 (4:3 i. E.)  | Pallokerho Keski-Uusimaa (III)   |
| 15.04.2025 | Helsingin Palloseura (IV)       | 0:4              | Käpylän Pallo (II)               |
| 16.04.2025 | Järvenpään PS/Akatemia (VIII)   | 0:5              | FC Kiffen 08 (IV)                |
| 16.04.2025 | FC Kontu (V)                    | 0:9              | FC Honka Espoo (IV               |
| 16.04.2025 | Vantaan Jalkapalloseura-2 (V)   | 1:3              | Puistolan Urheilijat (IV)        |
| 16.04.2025 | Malmin Ponnistajat (V)          | 0:4              | Helsingin Pallo-Pojat (IV)       |
| 16.04.2025 | IF Gnistan Ü-35 (+35)           | 0:5              | IF Gnistan (I)                   |
| 17.04.2025 | Kellokosken Alku/Akatemia (VII) | 00:10            | Klubi 04 (II)                    |
| 20.04.2025 | Gilla FC (VI)                   | 1:1 (10:9 i. E.) | Puotinkylän Valtti (V)           |
| 22.04.2025 | FC Honka Espoo-3 (VI)           | 1:2              | Esbo Bollklub (V)                |
| 27.04.2025 | Tolkis BK (VI)                  | 1:2              | SexyPöxyt Espoo (V)              |

### Gruppe 2
| Datum      |                                   | Ergebnis        |                                   |
| ---------- | --------------------------------- | --------------- | --------------------------------- |
| 15.04.2025 | Oriveden Tuisku (VII)             | 0:6             | Ekenäs IF (II)                    |
| 15.04.2025 | Tampere United (III)              | 0:3             | Turku PS (II)                     |
| 15.04.2025 | Nummelan Palloseura (V)           | 0:2             | Hämeenlinnan Jalkapalloseura (IV) |
| 15.04.2025 | Littoisten Työväen Urheilijat (V) | 0:3             | FC Jazz Pori (III)                |
| 15.04.2025 | FC Lasten (V)                     | 0:4             | Inter Turku (I)                   |
| 16.04.2025 | Jyrkkälän Tykit (VI)              | 1:2             | Salon Palloilijat (II)            |
| 16.04.2025 | Tampereen Pelitoverit (V)         | 0:5             | Vaasan PS (I)                     |
| 16.04.2025 | Musan Salama (IV)                 | 3:5             | Tampereen Ilves 2 (IV)            |
| 16.04.2025 | Maskun Palloseura (V)             | 1:1 (2:3 i. E.) | Pallo-Iirot Rauma (IV)            |
| 16.04.2025 | FC Kangasala (VI)                 | 0:2             | Salon Palloilijat-2 (V)           |
| 16.04.2025 | Härmeenlinnan Härmä (VI)          | 1:3             | Tampere United-2 (V)              |
| 17.04.2025 | Åbo IFK (V)                       | 2:0             | Nokian Palloseura (V)             |
| 22.04.2025 | Tampere United-3 (VIII)           | 0:7             | Tampereen Pallo-Veikot (IV)       |

### Gruppe 3
| Datum      |                             | Ergebnis        |                                     |
| ---------- | --------------------------- | --------------- | ----------------------------------- |
| 12.04.2025 | Niemisen Urheilijat (V)     | 1:0             | Myllykosken Pallo -47 (IV)          |
| 12.04.2025 | Lahden Reipas (IV)          | 2:1             | FC Lahti (II)                       |
| 12.04.2025 | FC Vaajakoski (IV)          | 4:2             | PEPO Lappeenranta (IV)              |
| 13.04.2025 | Muuramen Yritys (VII)       | 0:6             | JIPPO Joensuu (II)                  |
| 15.04.2025 | Äänekosken Huima / Urho (V) | 4:0             | Lauritsalan Työväen Palloilijat (V) |
| 16.04.2025 | Toivan Urheilijat (V)       | 0:8             | Haka Valkeakoski (I)                |
| 16.04.2025 | Kypärämäki Rangers (V)      | 0:2             | Haminan Pallo-Kissat (IV)           |
| 16.04.2025 | Kuopion PS Akatemia (III)   | 3:3 (5:4 i. E.) | JJK Jyväskylä (III)                 |
| 16.04.2025 | FC Kuusysi/69 (V)           | 1:5             | Kotkan Työväen Palloilijat (I)      |
| 18.04.2025 | Keuruun Pallo (V)           | 1:2             | Union Plaani (V)                    |
| 23.04.2025 | FC Soho Jyväskylä (VI)      | 0:3             | Mikkelin Palloilijat (III)          |
| 27.04.2025 | Popiniemen Ponnistus (VIII) | 2:0             | Imatran Palloseura (V)              |

### Gruppe 4
| Datum      |                               | Ergebnis        |                            |
| ---------- | ----------------------------- | --------------- | -------------------------- |
| 11.04.2025 | Oulun Työväen Palloilijat (V) | 1:8             | Vaasan PS Akatemia (IV)    |
| 13.04.2025 | Lapuan Virkiä (VI)            | 2:5             | Gamlakarleby BK (IV)       |
| 14.04.2025 | FC Santa Claus (VI)           | 1:4             | JS Hercules (IV)           |
| 15.04.2025 | Jakobstads BK (IV)            | 0:0 (5:6 i. E.) | Rovaniemi PS (III)         |
| 15.04.2025 | FC Kiisto Vaasa (V)           | 0:2             | Oulun Luistinseura (III)   |
| 15.04.2025 | Vasa IFK (IV)                 | 2:2 (3:4 i. E.) | FF Jaro (I)                |
| 16.04.2025 | Vaasan Pallo-Veikot (V)       | 00:10           | Kokkolan Palloveikot (III) |
| 16.04.2025 | Ponkilan Pantterit (V)        | 1:3             | AC Oulu (I)                |
| 16.04.2025 | Seinäjoen JK Juniorit (V)     | 0:3             | Seinäjoen JK Akatemia (II) |
| 17.04.2025 | Haukiputaan Pallo (V)         | 4:1             | Kajaanin Haka (V)          |

## 4. Runde
Teilnehmer: Die 56 Sieger der 3. Runde. Die Mannschaften wurden in vier regionale Gruppen eingeteilt. Unterklassige Vereine hatten Heimrecht.

### Gruppe 1
| Datum      |                              | Ergebnis |                                  |
| ---------- | ---------------------------- | -------- | -------------------------------- |
| 06.05.2025 | Helsingfors IFK (V)          | 2:0      | Puistolan Urheilijat (IV)        |
| 06.05.2025 | Laajasalon PS (V)            | 0:1      | IFK Mariehamn (I)                |
| 06.05.2025 | FC Kiffen 08 (IV)            | 0:6      | Järvenpään PS (II)               |
| 06.05.2025 | Etelä-Espoon Pallo (V)       | 1:0      | Helsingin Pallo-Pojat (IV)       |
| 07.05.2025 | Vantaan Jalkapalloseura (IV) | 2:0      | Nurmijärven Jalkapalloseura (IV) |
| 07.05.2025 | SexyPöxyt Espoo (V)          | 0:3      | PK-35 Vantaa (II)                |
| 07.05.2025 | Järvenpään PS / 47 (V)       | 0:3      | IF Gnistan (I)                   |
| 07.05.2025 | Gilla FC (VI)                | 0:6      | Klubi 04 (II)                    |
| 07.05.2025 | Esbo Bollklub (V)            | 1:3      | FC Honka Espoo (IV)              |
| 07.05.2025 | Atlantis FC (III)            | 2:1      | Käpylän Pallo (II)               |

### Gruppe 2
| Datum      |                                   | Ergebnis        |                             |
| ---------- | --------------------------------- | --------------- | --------------------------- |
| 06.05.2025 | Åbo IFK (V)                       | 4:6             | Pallo-Iirot Rauma (IV)      |
| 06.05.2025 | Ekenäs IF (II)                    | 1:1 (4:2 i. E.) | Inter Turku (I)             |
| 06.05.2025 | Tampereen Ilves 2 (IV)            | 1:3             | Turku PS (II)               |
| 06.05.2025 | Hämeenlinnan Jalkapalloseura (IV) | 1:1 (5:4 i. E.) | Salon Palloilijat (II)      |
| 07.05.2025 | Tampere United-2 (V)              | 1:2             | Vaasan PS (I)               |
| 09.05.2025 | Salon Palloilijat-2 (V)           | 0:4             | Tampereen Pallo-Veikot (IV) |
| 13.05.2025 | Riihimäen Palloseura (V)          | 0:2             | FC Jazz Pori (III)          |

### Gruppe 3
| Datum      |                             | Ergebnis        |                                |
| ---------- | --------------------------- | --------------- | ------------------------------ |
| 06.05.2025 | Lahden Reipas (IV)          | 0:0 (2:4 i. E.) | Mikkelin Palloilijat (III)     |
| 06.05.2025 | Äänekosken Huima / Urho (V) | 0:4             | Haka Valkeakoski (I)           |
| 06.05.2025 | Niemisen Urheilijat (V)     | 1:2             | Haminan Pallo-Kissat (IV)      |
| 07.05.2025 | JIPPO Joensuu (II)          | 1:1 (6:7 i. E.) | Kotkan Työväen Palloilijat (I) |
| 07.05.2025 | Union Plaani (V)            | 2:0             | FC Vaajakoski (IV)             |
| 08.05.2025 | Popiniemen Ponnistus (VIII) | 2:3             | Kuopion PS Akatemia (III)      |

### Gruppe 4
| Datum      |                            | Ergebnis        |                            |
| ---------- | -------------------------- | --------------- | -------------------------- |
| 06.05.2025 | Oulun Luistinseura (III)   | 4:3             | Seinäjoen JK Akatemia (II) |
| 07.05.2025 | Haukiputaan Pallo (V)      | 0:7             | FF Jaro (I)                |
| 07.05.2025 | Kokkolan Palloveikot (III) | 1:1 (5:4 i. E.) | Rovaniemi PS (III)         |
| 07.05.2025 | Vaasan PS Akatemia (IV)    | 0:1             | Gamlakarleby BK (IV)       |
| 07.05.2025 | JS Hercules (IV)           | 1:5             | AC Oulu (I)                |

## 5. Runde
Die 28 Sieger der 4. Runde und die vier Europapokal-Teilnehmer (KuPS, HJK, Seinäjoen JK, Ilves Tampere). Ab dieser Runde gab es keine regionale Gruppen mehr und kein Heimrecht für unterklassige Vereine. Die Auslosung fand am 14. Mai 2025 statt.
| Datum      |                                   | Ergebnis        |                                |
| ---------- | --------------------------------- | --------------- | ------------------------------ |
| 28.05.2025 | Haka Valkeakoski (I)              | 6:0             | Union Plaani (V)               |
| 28.05.2025 | IFK Mariehamn (I)                 | 2:2 (4:3 i. E.) | Turku PS (II)                  |
| 28.05.2025 | Kokkolan Palloveikot (III)        | 2:0             | Kotkan Työväen Palloilijat (I) |
| 28.05.2025 | Pallo-Iirot Rauma (IV)            | 1:5             | Vaasan PS (I)                  |
| 28.05.2025 | Haminan Pallo-Kissat (IV)         | 1:4             | Oulun Luistinseura (III)       |
| 28.05.2025 | FC Honka Espoo (IV)               | 0:1             | Ekenäs IF (II)                 |
| 28.05.2025 | IF Gnistan (I)                    | 3:0             | Ilves Tampere (I)              |
| 28.05.2025 | Seinäjoen JK (I)                  | 3:2             | Atlantis FC (III)              |
| 28.05.2025 | AC Oulu (I)                       | 2:1             | Vantaan Jalkapalloseura (IV)   |
| 28.05.2025 | FC Jazz Pori (III)                | 3:2             | Gamlakarleby BK (III)          |
| 28.05.2025 | Hämeenlinnan Jalkapalloseura (IV) | 0:1             | PK-35 Vantaa (II)              |
| 28.05.2025 | Tampereen Pallo-Veikot (IV)       | 0:2             | Kuopion PS (I)                 |
| 28.05.2025 | Kuopion PS Akatemia (III)         | 1:4             | Mikkelin Palloilijat (III)     |
| 28.05.2025 | HJK Helsinki (I)                  | 2:1             | Järvenpään PS (II)             |
| 29.05.2025 | Klubi 04 (II)                     | 8:2             | Etelä-Espoon Pallo (V)         |
| 29.05.2025 | FF Jaro (II)                      | 5:0             | Helsingfors IFK (V)            |

## 6. Runde
Teilnehmer: Die 16 Sieger der 5. Runde. Die Auslosung fand am 14. Mai 2025 (im Anschluss an die Auslosung der 5. Runde) statt.
| Datum      |                            | Ergebnis        |                          |
| ---------- | -------------------------- | --------------- | ------------------------ |
| 10.06.2025 | AC Oulu (I)                | 1:1 (7:6 i. E.) | PK-35 Vantaa (II)        |
| 11.06.2025 | Klubi 04 (II)              | 4:3             | IFK Mariehamn (I)        |
| 11.06.2025 | Haka Valkeakoski (I)       | 3:2             | IF Gnistan (I)           |
| 11.06.2025 | Oulun Luistinseura (III)   | 0:1             | Ekenäs IF (II)           |
| 11.06.2025 | FF Jaro (II)               | 2:2 (5:4 i. E.) | Vaasan PS (I)            |
| 11.06.2025 | Seinäjoen JK (I)           | 7:0             | Kokkolan Palloveikot (I) |
| 11.06.2025 | FC Jazz Pori (III)         | 2:6             | Kuopion PS (I)           |
| 11.06.2025 | Mikkelin Palloilijat (III) | 0:1             | HJK Helsinki (I)         |

## Viertelfinale
Die Auslosung der letzten drei Runden fand am 17. Juni 2025 statt.
| Datum      |                      | Ergebnis        |                  |
| ---------- | -------------------- | --------------- | ---------------- |
| 24.06.2025 | Klubi 04 (II)        | 0:4             | HJK Helsinki (I) |
| 24.06.2025 | Haka Valkeakoski (I) | 1:1 (0:3 i. E.) | Kuopion PS (I)   |
| 24.06.2025 | AC Oulu (I)          | 2:0             | Seinäjoen JK (I) |
| 24.06.2025 | Ekenäs IF (II)       | 2:4             | FF Jaro (II)     |

## Halbfinale
| Datum      |                  | Ergebnis |              |
| ---------- | ---------------- | -------- | ------------ |
| 20.08.2025 | HJK Helsinki (I) | :        | AC Oulu (I)  |
| 21.08.2025 | Kuopion PS (I)   | :        | FF Jaro (II) |